# Шайирський сільський округ
Шайи́рський сільський округ (каз. Шайыр ауылдық округі, рос. Шайырский сельский округ) — адміністративна одиниця у складі Мангистауського району Мангистауської області Казахстану. Адміністративний центр — село Шайир.
Населення — 1565 осіб (2021; 1837 у 2009, 2163 у 1999, 1994 у 1989).
Станом на 1989 рік існувала Шайирська сільська рада (села Тасмурин, Тіген, Шайир).

## Склад
До складу округу входять такі населені пункти:
| Населений пункт | Населення, осіб (1989) | Населення, осіб (1999) | Населення, осіб (2009) | Населення, осіб (2021) |
| --------------- | ---------------------- | ---------------------- | ---------------------- | ---------------------- |
| Тасмурин, село  | 304                    | 351                    | 41                     | 23                     |
| Тіген, село     | 347                    | 300                    | 371                    | 76                     |
| Шайир, село     | 1343                   | 1512                   | 1425                   | 1466                   |